# Jumet
Jumet är en ort i Belgien.   Den ligger i provinsen Hainaut och regionen Vallonien, i den centrala delen av landet, 50 km söder om huvudstaden Bryssel. Jumet ligger 172 meter över havet och antalet invånare är 23 973.
Terrängen runt Jumet är platt. Runt Jumet är det tätbefolkat, med 947 invånare per kvadratkilometer.. Närmaste större samhälle är Charleroi, 3,5 km söder om Jumet. 
Runt Jumet är det i huvudsak tätbebyggt.